# Mistrzostwa Świata w Biathlonie 2020 – sztafeta mieszana
Sztafeta mieszana na Mistrzostwach Świata w Biathlonie 2020 odbyła się 13 lutego w Rasen-Antholz. Była to pierwsza konkurencja podczas tych mistrzostw. Wystartowało w niej 27 reprezentacji, z których 11 nie ukończyło zawodów. Mistrzami świata zostali Norwegowie, srebro zdobyli Włosi, a trzecie miejsce zajęli Czesi.
Polacy nie ukończyli zawodów.

## Wyniki
| Miejsce | Nr | Reprezentacja                                                                                    | Czas                                      | Kary (L+S)                               | Strata  |
| ------- | -- | ------------------------------------------------------------------------------------------------ | ----------------------------------------- | ---------------------------------------- | ------- |
| 01 !    | 1  | Norwegia · Marte Olsbu Røiseland · Tiril Eckhoff · Tarjei Bø · Johannes Thingnes Bø              | 1:02:27,7 16:30,7 16:29,5 14:46,1 14:41,4 | 0+2 0+5 0+0 0+1 0+2 0+0 0+0 0+2          |         |
| 02 !    | 3  | Włochy · Lisa Vittozzi · Dorothea Wierer · Lukas Hofer · Dominik Windisch                        | 1:02:43,3 16:31,9 16:40,6 14:34,1 14:56,7 | 0+3 0+3 0+2 0+0 0+1 0+1 0+0 0+0 0+0 0+2  | +15,6   |
| 03 !    | 9  | Czechy · Eva Puskarčíková · Markéta Davidová · Ondřej Moravec · Michal Krčmář                    | 1:02:58,5 16:44,4 16:27,4 14:39,6 15:07,1 | 0+1 0+1 0+1 0+0 0+0 0+0 0+0 0+1          | +30,8   |
| 4       | 6  | Niemcy · Franziska Preuß · Denise Herrmann · Arnd Peiffer · Benedikt Doll                        | 1:03:16,9 17:05,6 16:36,0 14:47,4 14:47,9 | 0+1 1+10 0+1 0+2 0+0 1+3 0+0 0+3 0+0 0+2 | +49,2   |
| 5       | 24 | Ukraina · Anastasija Merkuszyna · Julija Dżima · Artem Pryma · Dmytro Pidruczny                  | 1:03:23,8 16:46,6 16:52,9 14:40,7 15:03,6 | 0+0 1+7 0+0 0+0 0+0 0+2 0+0 1+3          | +56,1   |
| 6       | 5  | Rosja · Irina Starych · Jekatierina Jurłowa-Percht · Matwiej Jelisiejew · Aleksandr Łoginow      | 1:03:27,1 17:23,2 16:36,2 15:01,0 14:26,7 | 0+4 0+4 0+0 0+3 0+1 0+0 0+3 0+1 0+0 0+0  | +59,4   |
| 7       | 2  | Francja · Julia Simon · Justine Braisaz · Martin Fourcade · Quentin Fillon Maillet               | 1:03:36,3 17:44,9 16:55,8 14:36,1 14:19,5 | 1+6 0+3 1+3 0+2 0+3 0+0 0+0 0+1 0+0 0+0  | +1:08.6 |
| 8       | 7  | Austria · Lisa Hauser · Katharina Innerhofer · Felix Leitner · Dominik Landertinger              | 1:04:06,9 16:45,2 17:30,0 14:57,2 14:54,5 | 0+1 1+6 0+0 0+1 0+0 1+3 0+0 0+2 0+1 0+0  | +1:39.2 |
| 9       | 12 | Finlandia · Mari Eder · Kaisa Mäkäräinen · Tero Seppälä · Olli Hiidensalo                        | 1:04:07,2 17:11,9 16:52,2 14:55,6 15:07,5 | 0+6 0+4 0+3 0+1 0+1 0+2 0+1 0+1 0+1 0+0  | +1:39.5 |
| 10      | 8  | Szwajcaria · Selina Gasparin · Lena Häcki · Benjamin Weger · Serafin Wiestner                    | 1:04:18,2 16:43,1 16:50,3 14:46,3 15:58,5 | 0+6 2+8 0+1 0+1 0+2 0+3 0+1 0+1 0+2 2+3  | +1:50.5 |
| 11      | 4  | Szwecja · Linn Persson · Hanna Öberg · Jesper Nelin · Sebastian Samuelsson                       | 1:04:32,7 17:35,7 16:21,2 15:19,6 15:16,2 | 0+4 2+9 0+2 0+3 0+0 0+0 0+2 1+3 0+0 1+3  | +2:05.0 |
| 12      | 11 | Białoruś · Iryna Kryuko · Jelena Kruczinkina · Siergiej Boczarnikow · Anton Smolski              | 1:04:51,8 16:43,8 16:56,5 15:08,5 16:03,0 | 1+4 0+2 0+0 0+0 0+0 0+1 0+1 0+0 1+3 0+1  | +2:24.1 |
| 13      | 10 | Stany Zjednoczone · Susan Dunklee · Clare Egan · Leif Nordgren · Sean Doherty                    | 1:05:13,8 17:01,9 17:15,0 15:40,0 15:16,9 | 0+4 0+5 0+0 0+0 0+1 0+2 0+2 0+1 0+1 0+2  | +2:46.1 |
| 14      | 14 | Kanada · Emily Dickson · Emma Lunder · Scott Gow · Christian Gow                                 | 1:05:25,2 18:06,9 16:50,3 14:56,4 15:31,6 | 0+3 1+8 0+1 1+3 0+1 0+0 0+0 0+2 0+1 0+3  | +2:57.5 |
| 15      | 18 | Estonia · Regina Oja · Johanna Talihärm · Rene Zahkna · Kalev Ermits                             | 1:05:39,5 17:05,2 17:15,8 15:12,2 16:06,3 | 0+4 1+5 0+1 0+1 0+0 0+1 0+2 0+0 0+1 1+3  | +3:11.8 |
| 16      | 20 | Litwa · Natalija Kočergina · Gabrielė Leščinskaitė · Vytautas Strolia · Karol Dombrovski         | 1:06:50.0 17:40,0 17:51,1 15:15,6 16:03,3 | 0+5 0+3 0+1 0+1 0+0 0+1 0+3 0+0 0+1 0+1  | +4:22.3 |
| 17      | 13 | Polska · Kinga Zbylut · Kamila Żuk · Grzegorz Guzik · Łukasz Szczurek                            | LAP 18:39,1 17:13,9 15:35,5               | 2+4 1+10 2+3 0+1 0+0 0+3 0+1 0+3 0+0 1+3 | -       |
| 18      | 21 | Chiny · Chu Yuanmeng · Zhang Yan · Li Xuezhi · Tang Jinle                                        | LAP 17:13,4 18:04,1                       | 0+2 1+6 0+0 0+2 0+0 0+1 0+2 1+3          | -       |
| 19      | 16 | Słowacja · Terézia Poliaková · Veronika Machyniaková · Martin Otčenáš · Michal Šíma              | LAP 18:37,4 18:16,5                       | 0+0 0+2 0+0 0+1 0+0 0+0 0+0 0+1          | -       |
| 20      | 19 | Japonia · Fuyuko Tachizaki · Sari Maeda · Kosuke Ozaki · Mikito Tachizaki                        | LAP 17:25,6 19:25,0                       | 0+2 5+7 0+1 0+1 0+0 3+3 0+1 2+3          | -       |
| 21      | 23 | Łotwa · Baiba Bendika · Jūlija Matvijenko · Aleksandrs Patrijuks · Edgars Mise                   | LAP 16:56,4 19:45,7                       | 0+2 1+8 0+0 0+2 0+0 0+3 0+2 1+3          | -       |
| 22      | 22 | Kazachstan · Galina Wiszniewska · Jelizawieta Bielczenko · Aleksandr Muchin · Władisław Kiriejew | LAP 18:36,7 18:09,9                       | 0+7 5+9 0+3 0+3 0+2 1+3 0+2 4+3          | -       |
| 23      | 15 | Słowenia · Nika Vindišar · Lea Einfalt · Klemen Bauer · Rok Tršan                                | LAP 18:46,4 18:00,8                       | 2+8 0+8 1+3 0+3 0+2 0+2 1+3 0+3          | -       |
| 24      | 17 | Bułgaria · Danieła Kadewa · Maria Zdrawkowa · Władimir Iliew · Dimityr Gerdżikow                 | LAP 19:04,2                               | 0+4 1+5 0+3 1+3 0+1 0+2                  | -       |
| 25      | 27 | Belgia · Lotte Lie · Rieke De Meyer · Thierry Langer · Tom Lahaye-Goffart                        | LAP 18:03,7                               | 0+2 0+0 0+1 0+0                          | -       |
| 26      | 26 | Rumunia · Enikő Márton · Ana Cotrus · George Buta · Cornel Puchianu                              | LAP 20:58,6                               | 0+1 3+3 0+0                              | -       |
| 27      | 25 | Korea Południowa · Anna Frolina · Mariya Abe · Timofiej Łapszyn · Choi Du-jin                    | LAP 18:50,9                               | 6+6 0+1 2+3 0+1 4+3                      | -       |